# Рогати тинести змии
Рогатите тинести змии (Farancia) са род влечуги от семейство Смокообразни (Colubridae).
Таксонът е описан за пръв път от британския зоолог и филателист Джон Едуард Грей през 1842 година.

## Видове
- Farancia abacura
- Farancia erytrogramma - Червеноточкова тинеста змия